# Толстостенка
Толстостенка (также пахифрагма; лат. Pachyphragma) — монотипный род травянистых растений семейства Капустные (Brassicaceae). Включает единственный вид — Толстостенка крупнолистная (Pachyphragma macrophyllum), распространённый в Турции и на Кавказе.

## Ботаническое описание
Многолетние травянистые растения. Корневище толстое, моноподиальное, обрубленное. Стебли 20—40 см высотой. Листья выгрызенно-зубчатые, прикорневые длинно-черешчатые, большие, сердцевидные или почковидные, 4—12 см длиной и шириной, вместе с черешками совершенно голые, реже черешки и жилки молодых листьев густо пушистые, черешки при основании расширенные; стеблевые листья овальные, коротко-черешчатые.
Цветки собраны в кисти, при плодах короткие, 5—7 см длиной; цветоносы при плодах отстоящие перпендикулярно, около 1,5—2 см длиной. Чашелистики не мешковидные, отстоящие, жёлтые, около 3 мм длиной. Лепестки ноготковые, белые, цельные, 8—10 мм длиной. Тычинки свободные, без зубцов. Рыльце почти сидячее; гнёзда с 4 семяпочками. Плод — сжатый с боков, обратно-сердцевидный или широкосердцевидный стручочек, 8—10 мм длиной и 15—18 мм шириной, с широким и тупым крылом на каждой створке, с глубокой, узкой выемкой на верхушке. Створки глубоко ладьевидные, овальные. Перегородка толстая, состоит их двух пластинок. Семена гладкие, в каждом гнезде по 1—2, свешиваются с верхушки гнезда. Зародыш краекорешковый.

## Синонимы
Рода
- Gagria M.Král
- Pterolobium Andrz. ex C.A.Mey.

Вида
- Gagria lobata M.Král
- Lepia latifolia (M.Bieb.) Desv.
- Pterolobium biebersteinii Andrz. ex C.A.Mey.
- Pterolobium macrophyllum Rupr.
- Thlaspi latifolium M.Bieb.
- Thlaspi macrophyllum Hoffm.basionym